# Платтенхардт, Марвин
Марвин Платтенхардт (нем. Marvin Plattenhardt; род. 26 января 1992, Фильдерштадт, Баден-Вюртемберг) — немецкий футболист, защитник. Участник чемпионата мира 2018 года в составе сборной Германии.

## Клубная карьера

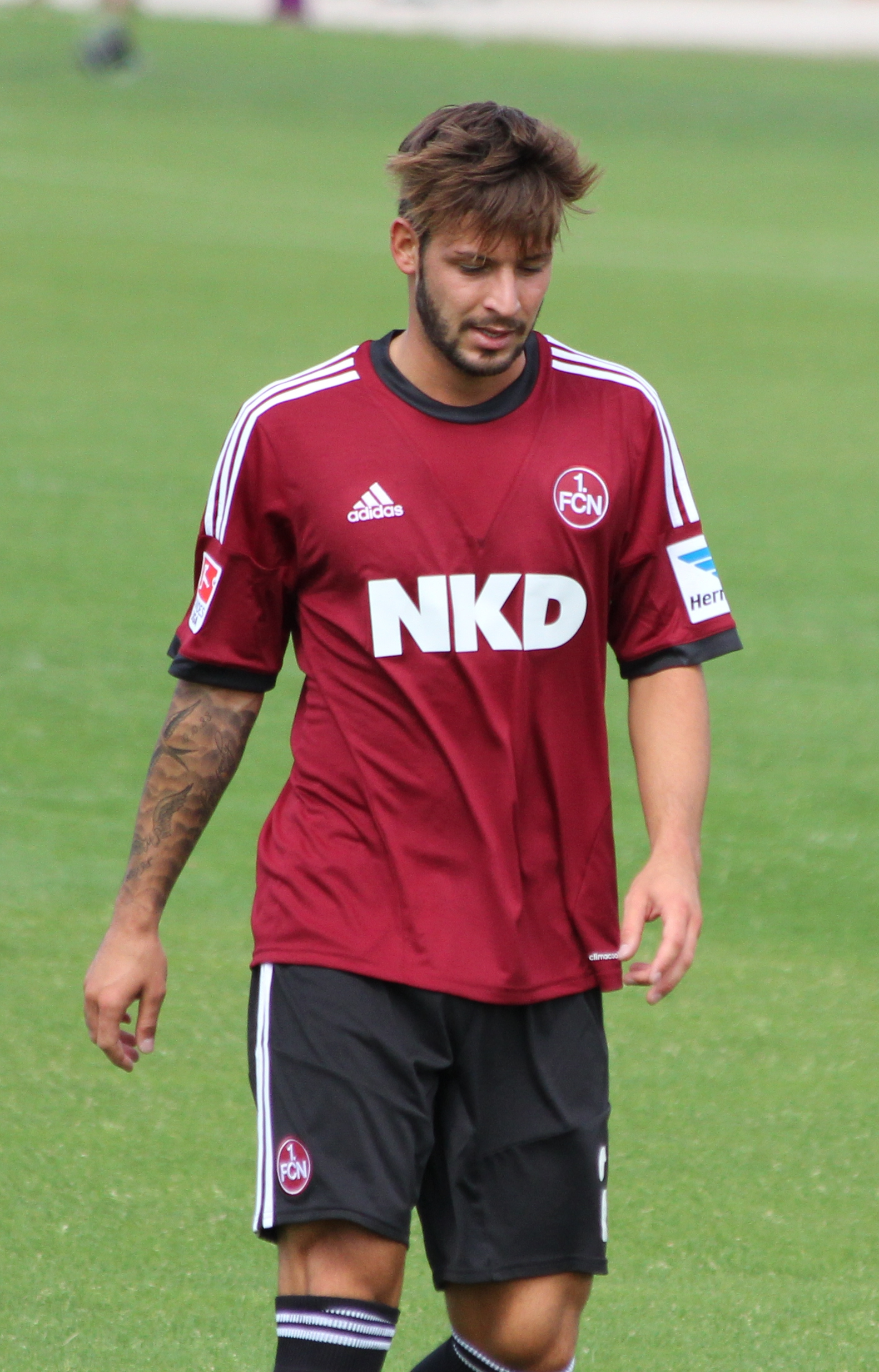
Платтенхардт в составе «Нюрнберга»

Платтенхардт — воспитанник клубов «Ройтлинген 05» и «Нюрнберг». 5 декабря 2010 года в матче против дортмундской «Боруссии» он дебютировал в Бундеслиге в составе последнего. 11 мая 2013 года в поединке против дюссельдорфской «Фортуны» Марвин забил свой первый гол за «Нюрнберг».
Летом 2014 года Платтенхардт перешёл в столичную «Герту». Сумма трансфера составила 500 тыс. евро. 30 августа в матче против «Байера» он дебютировал за новую команду. 12 декабря 2015 года в поединке против «Дармштадт 98» Марвин забил свой первый гол за «Герту». В мае 2017 года появилась информация, что мюнхенская «Бавария» хочет приобрести Платтенхарда.

## Международная карьера
В 2009 году Платтенхардт в составе юношеской сборной Германии выиграл домашний юношеский чемпионат Европы.
В том же году Марвин принял участие в юношеском чемпионате мира в Нигерии. На турнире он сыграл в матчах против команд Нигерии, Аргентины, Гондураса и Швейцарии.
6 июня 2017 года в товарищеском матче против сборной Дании Марвин дебютировал за сборную Германии, заменив во втором тайме Йонаса Гектора. В том же году Платтенхардт стал победителем Кубка конфедераций в России. На турнире он сыграл в матче против команды Камеруна.
В 2018 году Платтенхардт принял участие в чемпионате мира в России. На турнире он сыграл в матче против команды Мексики.

## Достижения
Германия (до 17)
- Юношеский чемпионат Европы — 2009

Германия
- Кубок конфедераций — 2017